# Neodiphthera goodgeri
Neodiphthera goodgeri is een vlinder uit de familie nachtpauwogen (Saturniidae), onderfamilie Saturniinae.
De wetenschappelijke naam van de soort is voor het eerst geldig gepubliceerd door d`Abrera in 1998.